# Dmitri Iwanowitsch Orlow
Dmitri Iwanowitsch Orlow (russisch Дмитрий Иванович Орлов; * 1806; † 1859) war ein russischer Seefahrer und Kartograf.

## Leben
Orlow nahm als Konduktor auf der Korvette Senjawin an der vierten russischen Weltumsegelung 1826–1829 unter dem Kommando Friedrich Benjamin von Lütkes teil.
Nach der Rückkehr wurde Orlow aufgrund einer Denunziation unter Verlust seiner Rechte nach Sibirien verbannt. Als sich nach einem Jahr die Grundlosigkeit der Denunziation herausstellte, wurde er rehabilitiert, aber er blieb in Fernost. 1841 trat er in den Dienst der Russländisch-Amerikanischen Kompagnie in dem von Wassili Sawoiko kommandierten Hafen von Ochotsk.
Im Mai 1842 segelten Sawoiko und Orlow mit einem Walfangboot in die Ajan-Bucht. Als sie nur langsam vorankamen, kehrte Sawoiko mit einer kleinen Gruppe zu Land nach Ochotsk zurück, um Linienschiffe und Ladungen in Empfang nehmen zu können. Orlow erreichte schließlich die Ajan-Bucht und kartierte sie. Auch hatte er die Karte der Küste von Ochotsk bis zur Ajan-Bucht skizziert. Die Kompanie schickte ihm eine Brigg, auf der er dann nach Ochotsk zurückkehrte.
Im nächsten Jahr fuhr Orlow mit dem Tungusen Afanassi mit einem Fischerboot wieder in die Ajan-Bucht. An der Ulja-Mündung mussten sie das Boot zunächst umbauen und seetüchtiger machen. An der Aldoma-Mündung trafen sie Tungusen an, von denen zwei sich bereit erklärten, zur Ajan-Bucht mitzufahren. Ende Mai 1843 fuhren sie an einem hohen Felsenkap vorbei in die Ajan-Bucht ein. Bei der Erkundung entdeckte Orlow eine Jurte und eine Hütte früherer Forscher. Er wählte diesen Ort für den Bau eines künftigen Hafens, den er Ajan nannte, und blieb den ganzen Sommer dort. Er organisierte den Holzeinschlag für die Bauten, sammelte bei den dortigen Tungusen Informationen über Beginn und Ende der Eisbildung und erstellte eine Seekarte der Bucht. Im August 1843 kam auf einer Brigg Sawoiko mit dem Ochotsker Erzpriester und Arbeitern für den feierlichen Beginn des Baus des neuen Hafens. Zum ersten Hafenchef wurde Sawoiko ernannt.
In den Jahren 1844 und 1845 suchte Orlow nach möglichen Verbindungen zwischen Jakutsk und Ajan über die Berge unter Benutzung der Flüsse Lena, Aldan, Maja und Nelkan. Der von Orlow vorgeschlagene Weg über die Dörfer Nelkan, Aim, Ust-Maja und Amga wurde als Amgino-Ajanski-Trakt bekannt. In den späteren 1840er Jahren vermaß Orlow im Auftrag der  Russländisch-Amerikanischen Kompagnie die Küste des Ochotskischen Meers und sammelte Informationen über den Amur und dessen Umgebung.
Im August 1849 wurde Orlow mit einer  Baidarka aus Ajan in die Sachalin-Bucht geschickt, um Gennadi Newelskoi zu treffen, der gerade mit dem Transportschiff Baikal den Amur-Liman erforschte. Orlow traf ihn in der Akademie-Bucht an und trat in dessen Amur-Expeditionskommando ein. Im Winter schickte ihn Newelskoi zur Amur-Mündung, um die Mündung und den Liman und die Bucht Stschastja zu erkunden. Mit dem Giljak Afanassi und zwei Führern brach er im Februar mit 40 Rentieren in Ajan auf und erreichte die Uda und den Muchtel-Fluss, wo er erkrankte. Nach 10 Tagen zog er weiter zum Amur. Er traf Newelskoi an Bord des Segeltransportschiffs Ochotsk in der Bucht Stschastja. Sie prüften das Ufer der Bucht und gründeten dort Ende Juni 1850 die erste russische Siedlung, die sie Winterquartier Petrowskoje nannten. Orlow blieb dort und baute mit Giljaken den Militärposten auf. Später schickte Newelskoi die Ochotsk mit Lebensmitteln und Ausrüstung zum Überwintern. Auch war Orlows Frau aus Jakutsk mitgekommen.

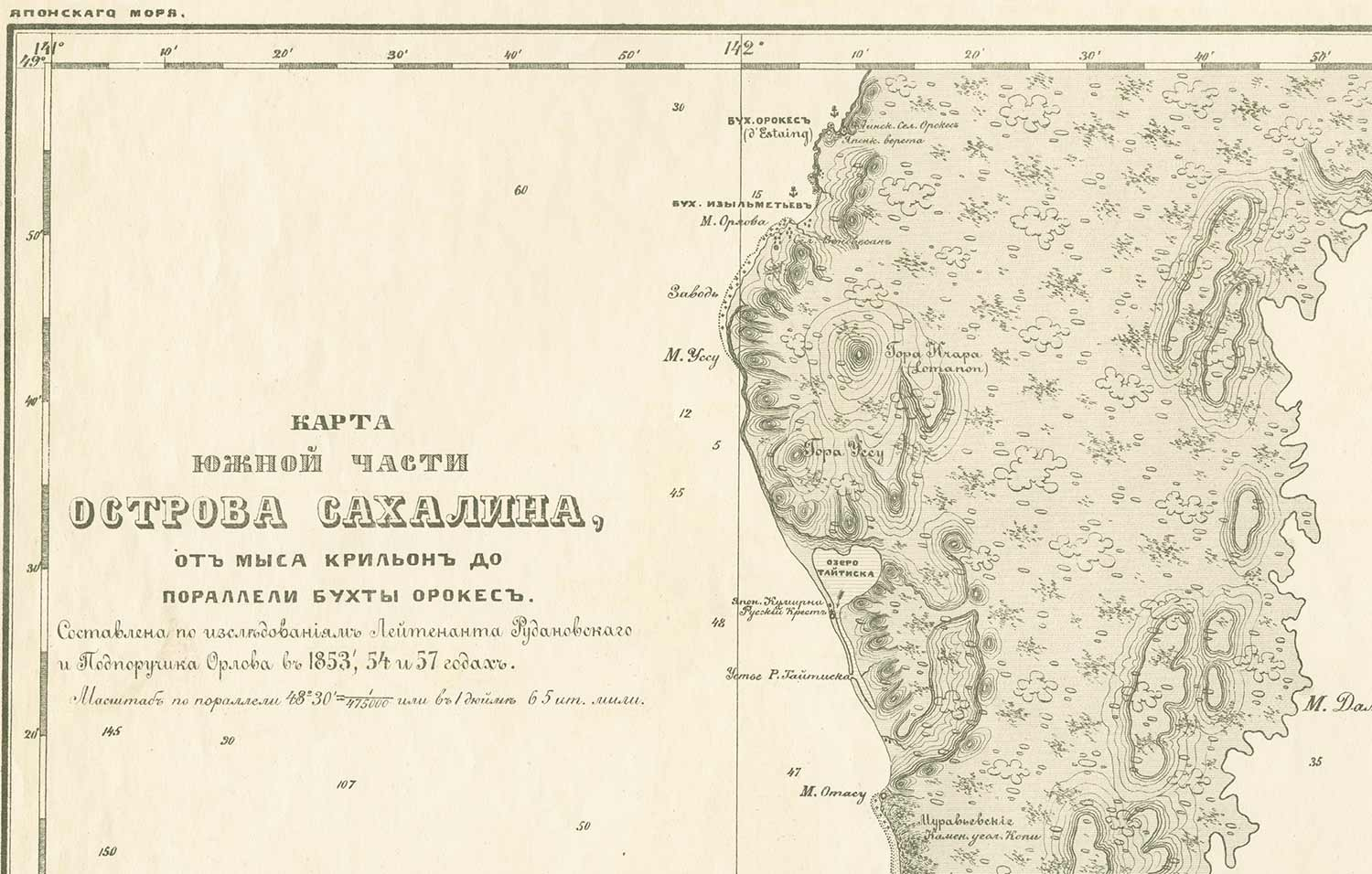
Sachalin-Karte (Ausschnitt) von Orlow und N. W. Rudanowski nach Daten der Newelskoi-Expeditionen 1853–1857

Orlow erforschte 1851 und Anfang 1852 das Becken des unteren Amurs. Er entdeckte die Seen Tschlja, Orel und andere kleinere Seen und die Wasserscheiden zwischen Amur, Tugur und Uda. Es folgte die Beförderung zum Podporutschik. Bei einer der Expeditionen bewältigte er in 39 Tagen mehr als 700 Werst mit Hunden, Rentieren und Skiern. Er bestimmte astronomisch die Lage des Kleinen Hinggan-Gebirges zwischen den Quellen der Uda und des Amguns und fand keine chinesischen Grenzsäulen am Südabhang des Kleinen Hinggan-Gebirges und in den Tugur- und Uda-Regionen, sodass diese Regionen offenbar nicht zum chinesischen Einflussgebiet gehörten.
Im August 1853 fuhr Orlow im Auftrag Newelskois mit einem 6-Mann-Trupp mit Baidarkas an der Westküste Sachalins nach Süden. An der Iljinka-Mündung hisste er vor versammelten Ainu und Orotschen die russische Flagge, gründete den Militärposten Iljinskoje mit drei Mann Besatzung und fuhr weiter nach Süden. Er dokumentierte schließlich die Südostküste Sachalins.
Orlow wurde 1855 zum Porutschik des Flottensteuermann-Korps befördert. 1857 wurde er Stabskapitän und erhielt seinen persönlichen Adelsrang zurück mit zusätzlichen 180 Rubel in Silber für die Erziehung seiner Kinder. Im selben Jahr wurde er Kommandeur eines der kleinen Dampfschiffe der Sibirischen Flottille auf dem Amur. Im November 1858 erhielt er den Orden des Heiligen Wladimir IV. Klasse und eine lebenslange Pension von 350 Rubel, die auch seine Frau und seine Kinder einschloss. 1859 ging er krankheitsbedingt in Urlaub und starb im Juni 1859.
Orlows Namen tragen auf Sachalin das Dorf Orlowo, ein Kap und ein Berg bei Uglegorsk sowie ein Nebenfluss des Poronai bei Smirnych.